# Mount Harding
Mount Harding ist mit einer Höhe von mehr als 2000 m der höchste Berg in den Grove Mountains des ostantarktischen Prinzessin-Elisabeth-Lands. Nur etwa 200 m davon ragen über den kontinentalen Eisschild hinaus. Er liegt rund 6 km westlich des Gale Escarpment im südzentralen Teil des Gebirges. 2,5 km südöstlich des Mount Harding ragt der Zakharoff Ridge auf.
Kartiert wurde der Berg anhand von Luftaufnahmen, die zwischen 1956 und 1960 im Rahmen der Australian National Antarctic Research Expeditions entstanden. Das Antarctic Names Committee of Australia (ANCA) benannte ihn nach dem australischen Topografiezeichner Norman E. Harding, der als Mitarbeiter im australischen Ministerium für nationale Entwicklung an der Erstellung von Kartenmaterial über Antarktika beteiligt war.